# Дрентведе
Дрентведе (њем. Drentwede) општина је у њемачкој савезној држави Доња Саксонија. Једно је од 47 општинских средишта округа Дипхолц. Према процјени из 2010. у општини је живјело 1.055 становника. Посједује регионалну шифру (AGS) 3251014.

## Географски и демографски подаци
Дрентведе се налази у савезној држави Доња Саксонија у округу Дипхолц. Општина се налази на надморској висини од 43 метра. Површина општине износи 30,3 km². У самом мјесту је, према процјени из 2010. године, живјело 1.055 становника. Просјечна густина становништва износи 35 становника/km².